# Franjo Rotter
Franjo Rotter (23. kolovoza 1970., Gerištof, Austrija- Gornja Pulja, Austrija, 15. veljače 2002.), jezikoslovac, pisac i pjesnik gradišćanskih Hrvata.
Rodio se u selu Gerištofu u obitelji gradišćanskih Hrvata kao peto dijete Rudolfa i Ane Rotter. Nakon osnovne škole u rodnom selu u srednjem Gradišću pohađao je srednju u Velikom Berištofu i potom se školovao u Gornjoj Pulji i Beču. Diplomirao slavistiku i romanistiku na sveučilištu u Beču u svibnju 1995., o temi dvojezičnosti gradišćanskih Hrvata i sociopsiholoških aspekata asimilacije.
Unatoč kratkog životnog vijeka ostavio je ostavio je izniman trag u djelovanju gradišćanskih Hrvata. Bio je znanstveni suradnik pri izdavanju jezičnog priručnika "Gradišćanskohrvatski glasi".
Posmrtno mu je dodijeljena nagrada Društva hrvatskih književnika "Slavić" za prvu knjigu "Croatia liberata", koju su uredili Nikola Benčić i brat pokojnog autora Ivan Rotter. U listopadu 2010. u Beču je otvorena knjižnica Gradišćanskohrvatskog centra, nazvana imenom Franje Rottera, uključena u savez javnih knjižnica Republike Austrije. Upravo je Rotter, kao pripadnik hrvatskog akademskog kluba, zaslužan za prikupljanje bogate građe ove knjižnice. Nekoliko pjesama u Benčićevom prijevodu, objavljeno je u časopisu "Riječi" (4/2011) Matice hrvatske Sisak.